# Polveroso
Polveroso (korsisch U Pulverosu) ist eine Gemeinde im französischen Département Haute-Corse auf der Insel Korsika. Sie gehört zum Kanton Casinca-Fiumalto im Arrondissement Corte. Das Siedlungsgebiet liegt durchschnittlich auf 600 Metern über dem Meeresspiegel. Nachbargemeinden sind
- La Porta im Nordwesten,
- Croce im Norden,
- Ficaja im Nordosten,
- Piazzole im Osten,
- Verdèse, Stazzona und Piedicroce im Südosten,
- Nocario und Campana im Südwesten.

## Bevölkerungsentwicklung
| Jahr      | 1962 | 1968 | 1975 | 1982 | 1990 | 1999 | 2008 | 2016 |
| --------- | ---- | ---- | ---- | ---- | ---- | ---- | ---- | ---- |
| Einwohner | 70   | 61   | 38   | 35   | 21   | 22   | 43   | 41   |

## Sakrale Bauwerke
- Kirche Sainte-Marie
- Kapelle Saint-Christophe